# Athanasios Eutaxias
Athanasios Eutaxias (in greco: Αθανάσιος Ευταξίας; Amfikleia, 1849 – Atene, 5 febbraio 1931) è stato un politico greco, brevemente primo ministro dal 16 luglio al 23 agosto 1926.

## Biografia
Nato nel 1849 ad Amfikleia, in Locride, Athanasios era figlio di un sacerdote ortodosso e pertanto frequentò la scuola ecclesiastica di Rizarios.
Più volte membro del parlamento greco, divenne Ministro dell'Istruzione nel governo di Sotirios Sotiropoulos nel 1893, e Ministro dell'Economia nel governo di Dīmītrios Gounarīs nel 1915. È stato quindi primo ministro di Grecia dal 16 luglio al 23 agosto 1926 durante la presidenza-dittatura del generale Theodoros Pangalos, morendo poi ad Atene il 5 febbraio 1931. Suo nipote era Lambros Eutaxias.